# 梁錦
梁錦（1462年—？），字美中，河南開封府許州臨潁縣人，民籍，明朝政治人物。

## 生平
成化二十二年（1486年）丙午科河南鄉試第二名舉人。弘治十五年（1502年）中式壬戌科會試第二百四十六名，二甲第三十五名進士。歷官南京刑部郎中。

## 家族
曾祖梁仲興；祖父梁景；父梁禮，登仕佐郎。母趙氏。慈侍下。兄銘。弟欽。